# توبه نصوح
توبه نصوح نام فیلمی به کارگردانی محسن مخملباف است. این فیلم محصول کشور ایران و تولید سال ۱۳۶۱ می‌باشد. این فیلم، اولین فیلمِ فرج الله سلحشور در مقام بازیگر بود.

## خلاصه داستان
لطف‌علی خان که کارمند بانک است بر اثر سکته می‌میرد ولی در هنگام دفن زنده شده و از جا بر می‌خیزد. او در اثر این اتفاق به این فکر می‌افتد که از افرادی که می‌شناسد حلالیت بگیرد غافل از اینکه مسیر سختی پیش رو دارد...